# 下呂町立和川小学校
下呂町立和川小学校 （げろちょうりつ わがわしょうがっこう）は、かつて岐阜県益田郡下呂町（現・下呂市）に存在した公立小学校。

## 概要
- 校区は夏焼・蛇之尾・田口・門和佐[注釈 2]であり、旧・益田郡上原村の小学校であった。1967年、門和佐小学校と統合し、上原小学校の新設により廃校。
- 校地校舎は上原小学校として使用され、校舎（木造）の一部は1989年迄使用された。
- 校名の和川は、江戸時代前期までこの地域に存在した下原郷和川村[注釈 3]、または飛騨川支流の輪川に由来すると推測される。

## 沿革
- 1873年（明治6年）11月 - 蛇之尾村に門和佐学校和川支校を設置。
- 1874年（明治7年） - 和川支校が夏焼村の和川白山神社[注釈 4]隣接地に新築移転し、和川学校として独立。
- 1875年（明治8年） - 久野川村、夏焼村、蛇之尾村、田口村、門和佐村、門原村、保井戸村、火打村、和佐村、瀬戸村、三ツ渕村、福来村、中津原村、大船渡村、中切村、下原町村、渡村が合併し、下原村となる。
- 1883年（明治16年） - 下原村が分割され、久野川・夏焼・蛇之尾・田口・門和佐で上原村が発足。
- 1886年（明治19年） - 和川簡易科小学校に改称する。
- 1887年（明治20年） - 夏焼簡易科小学校に改称する。
- 1888年（明治21年） - 夏焼尋常小学校に改称する。
- 1893年（明治26年） - 久野川簡易科小学校が久野川尋常小学校に改称する。
- 1908年（明治41年） - 夏焼尋常小学校が久野川尋常小学校を統合する。旧・久野川尋常小学校は久野川分教場久となる。この頃、現在地の東約50m[注釈 5]に新築（木造2階建）移転。
- 1928年（昭和3年） - 現在地に校舎を移築。同時に校舎の改修と増築をする。
- 1941年（昭和16年）4月1日 - 和川国民学校に改称する。
- 1947年（昭和22年）4月1日 - 上原村立和川小学校に改称する。久野川分教場は和川小学校久野川分校に改称する。
- 1955年（昭和30年）4月1日 - 下呂町、竹原村、上原村、中原村が合併し、下呂町が発足。同時に下呂町立和川小学校に改称する。
- 1958年（昭和33年） - 久野川地区が小学校を選択できる自由学区となり、久野川地区の児童は中山小学校または和川小学校久野川分校への通学となる。
- 1959年（昭和34年）4月 - 校区変更により、和川小学校久野川分校は中山小学校に移管され、中山小学校久野川分校となる。
- 1967年（昭和42年）3月 - 統合により廃校。